# DOS-11
DOS-11 je bio jednostavni operacijski sustav tvrtke Digital Equipment Corporation namijenjen za računalo PDP-11. 